# Senna acuruensis
Senna acuruensis är en ärtväxtart som först beskrevs av George Bentham, och fick sitt nu gällande namn av Howard Samuel Irwin och Rupert Charles Barneby. Senna acuruensis ingår i släktet sennor, och familjen ärtväxter.

## Underarter
Arten delas in i följande underarter:
- S. a. acuruensis
- S. a. catingae
- S. a. interjecta